# Москва (тип речных судов)
«Москва́» (проект Р-51, и его экспортные варианты Р-51Э, Р-51ЭА) — серия двухпалубных пассажирских речных теплоходов, предназначенных для водных транспортных перевозок на местных линиях, а также для работы на прогулочных и экскурсионных маршрутах («речной трамвай»).
В оригинальном виде теплоход имеет закрытый пассажирский салон с мягкими и комфортными креслами, также пассажиры могут размещаться на скамейках, установленных на крыше надстройки, под навесом, за ходовой рубкой. Благодаря своим техническим характеристикам и неприхотливости в обслуживании теплоходы типа «Москва» получили популярность в СССР и за его пределами. После изготовления теплоходы получали наименования, в Союзе, «Москва-цифра» например «Москва-80».
Всего на Московском судостроительном заводе построено 334 теплохода.

## Технические данные
Корпус изготовлен из стальных листов толщиной в 5 мм (сталь марки ВМСт.3пс), надстройка из листов алюминиевого сплава толщиной в 3 и 4 мм.
Проект теплохода типа «Москва» был утверждён 27 сентября 1965 года, а первое (головное) судно серии было построено в 1969 году в Москве.
В настоящее время осталось очень мало теплоходов этого типа в оригинальном виде, многие теплоходы подверглись серьёзным переделкам и переоборудованию: остеклена верхняя палуба, изменена кормовая часть, на носу судна установлен подъёмно-поворотный трап для высадки пассажиров на необорудованный причальным сооружением берег. Многие из теплоходов типа «Москва» переоборудованы для проведения на борту банкетов, некоторые из теплоходов типа «Москва» переоборудованы для проведения длительных прогулок. Из-за этого пассажировместимость большинства этих теплоходов была уменьшена.
Существовала эвакуационно-госпитальная модификация теплоходов типа «Москва» для работы в зонах вооружённых конфликтов и в зонах техногенных катастроф. Испытания головного теплохода этой модификации проводились МО СССР и МРФ РСФСР в 1973 году.
Основные характеристики:
- Длина габаритная: 38,2 м
- Ширина: 6,5 м
- Осадка: 1,18 м
- Высота надводная: 5,7 метра
- Высота борта: 1,7 м
- Двигатель: два двигателя 3Д6Н или 3Д6 общей мощностью 300 л. с. (220 кВт), на некоторых теплоходах — другие двигатели общей мощностью в 220 кВт. В последнее время идёт замена двигателей семейства 3Д6, выработавших ресурс, на двигатели ЯМЗ и различные иностранные.
- Скорость: проектная — до 23 — 24 км/ч
- Пассажировместимость: 225 — 240 человек (в зависимости от модификации)
- Класс речного регистра и район плавания: «Р». Внутригородские и пригородные линии
- Автономность плавания: 1400 км

## Распространение
- Белорусская Советская Социалистическая Республика, Белоруссия[3]
- Венгерская Народная Республика, Венгрия
- ГДР, Германия
- Исландия
- Казахская Советская Социалистическая Республика, Казахстан
- Латвийская Советская Социалистическая Республика, Латвия
- Молдавская Советская Социалистическая Республика, Молдавия
- Норвегия
- Польская Народная Республика, Польша
- Российская Советская Федеративная Социалистическая Республика, Россия
- Украинская Советская Социалистическая Республика, Украина
- Франция
- ЧССР, Чехословакия, Словакия
- Чехия

## Изображения

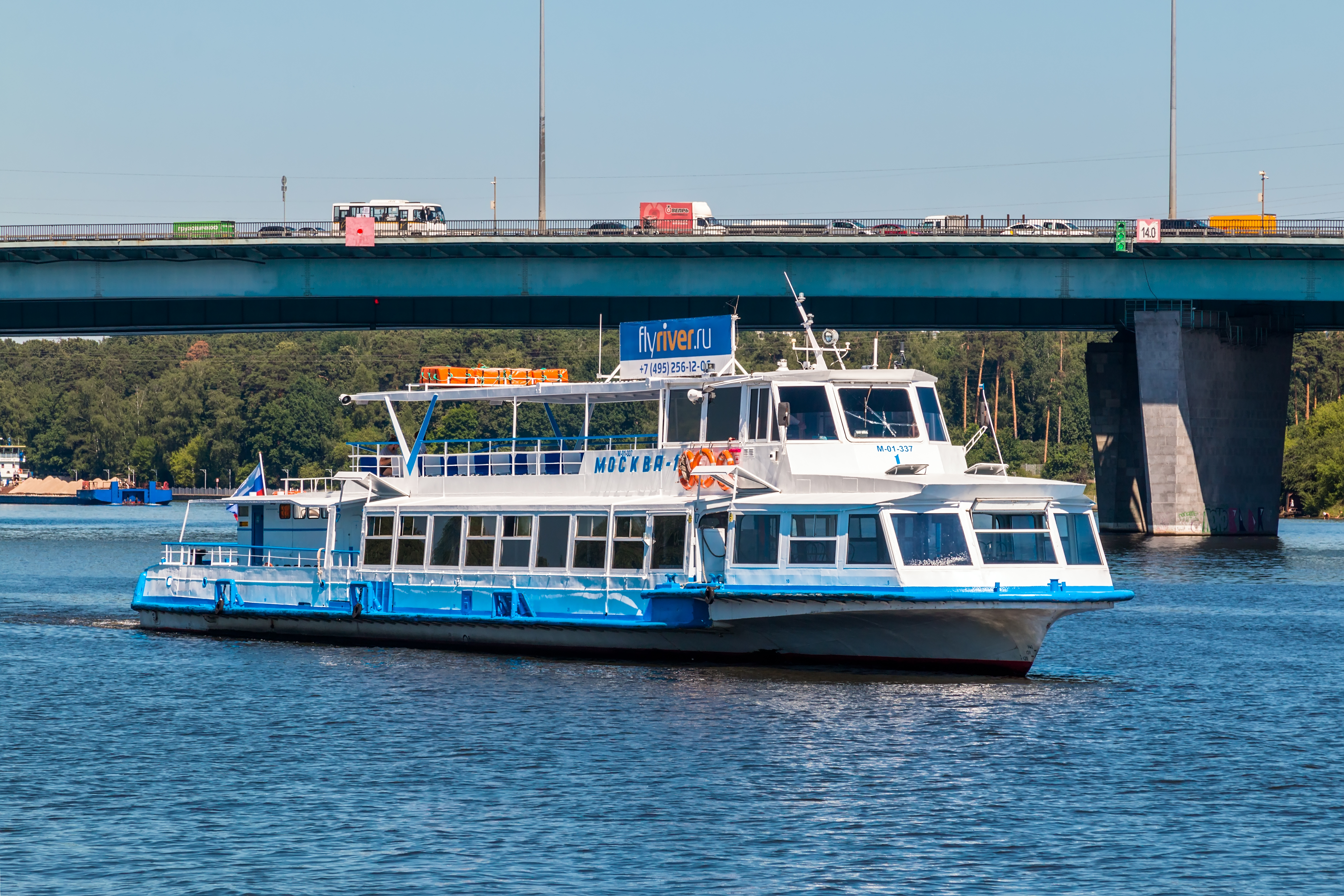
Теплоход «Москва-1». Первый теплоход типа «Москва»
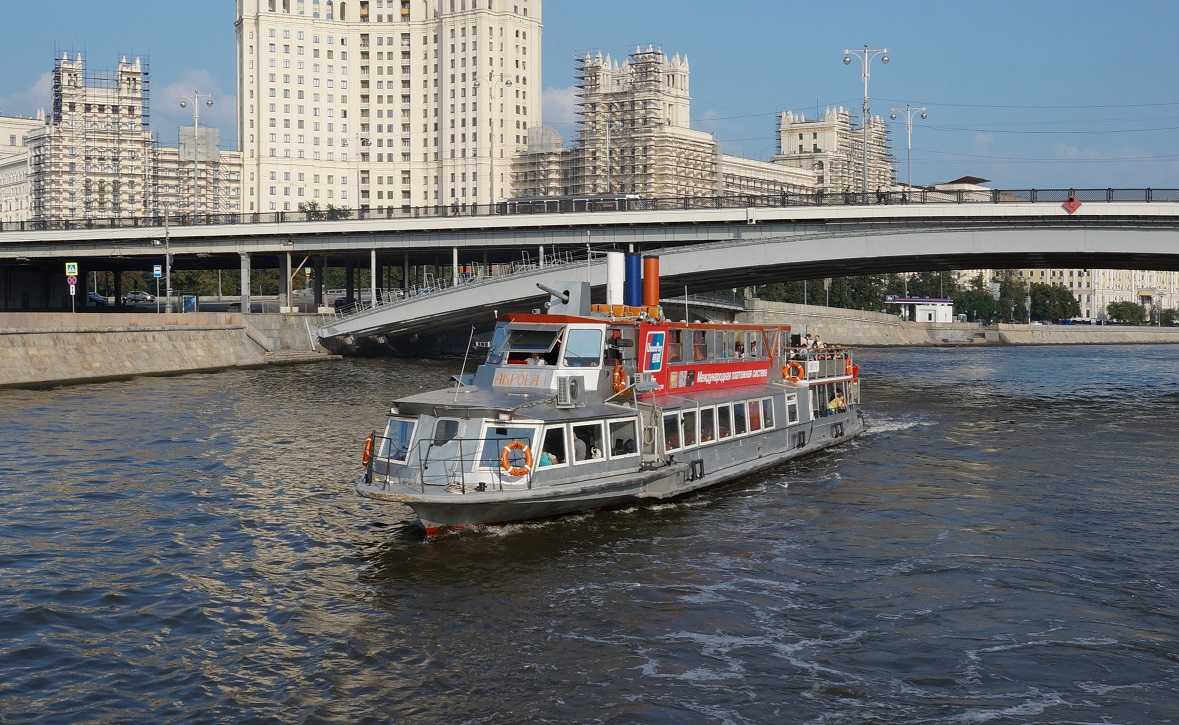
Теплоход «Аврора» на Москве-реке рядом с Большим Устьинским мостом
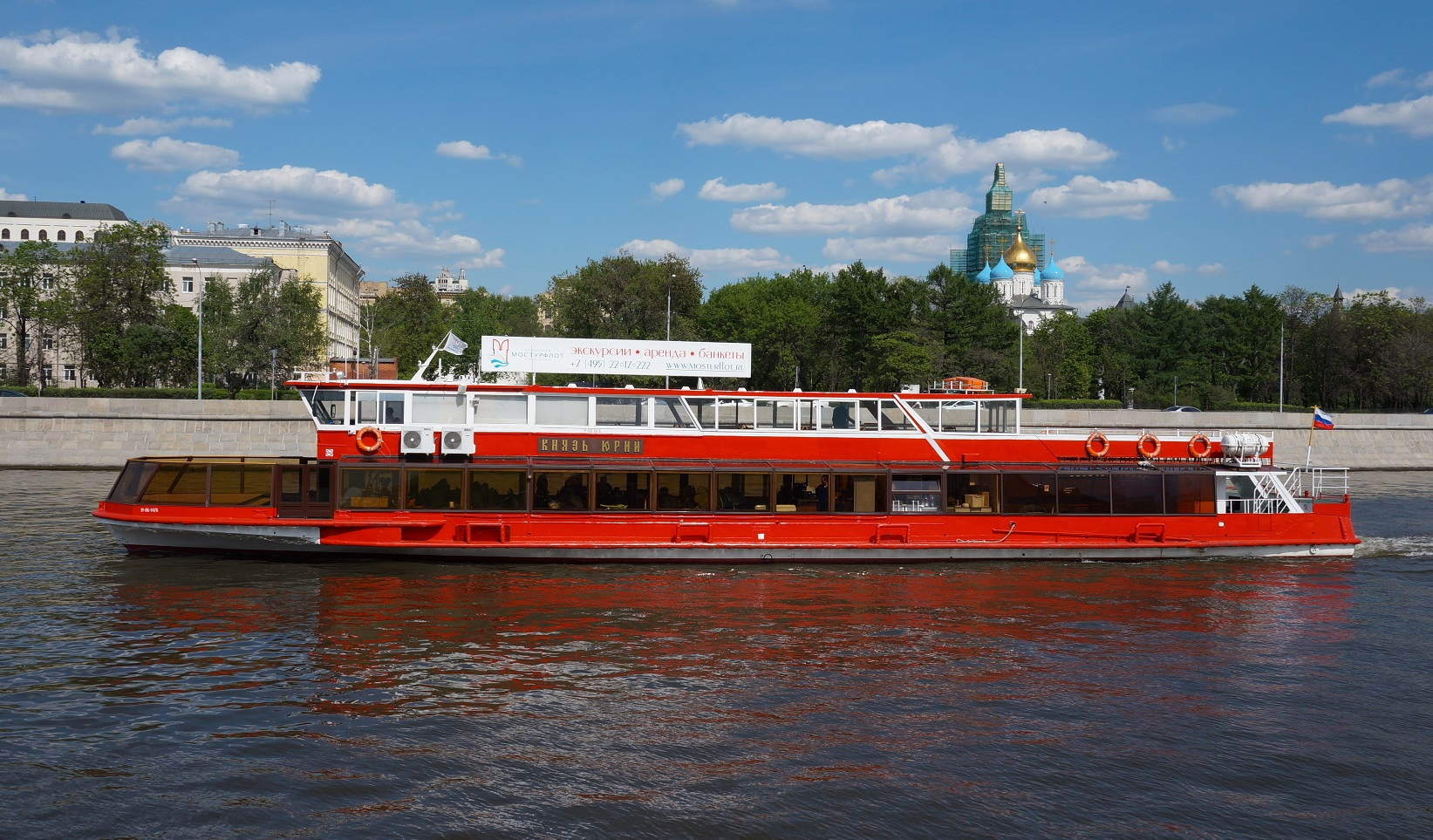
Теплоход «Князь Юрий» на Москве-реке в районе Краснохолмской набережной
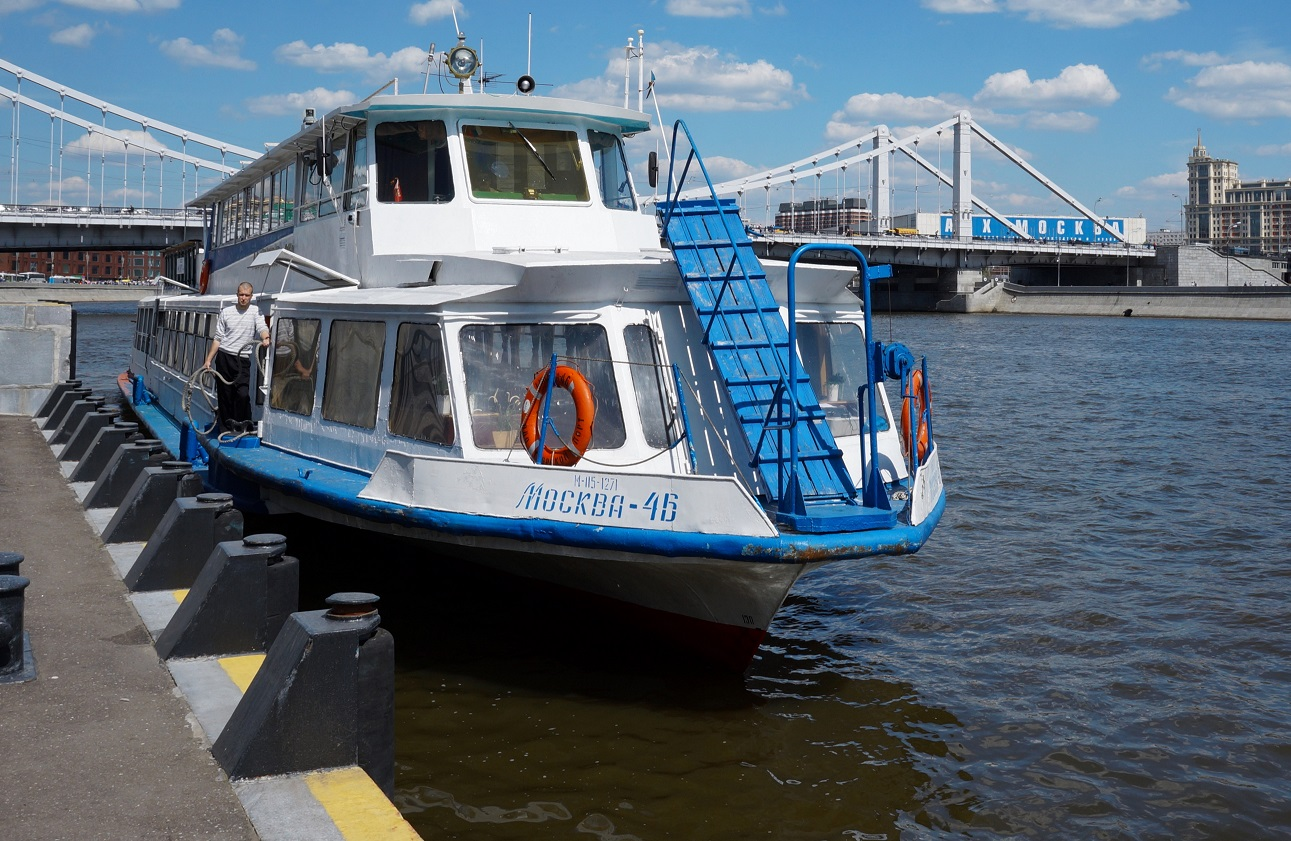
Теплоход «Москва-46» на Москве-реке в районе Фрунзенской набережной
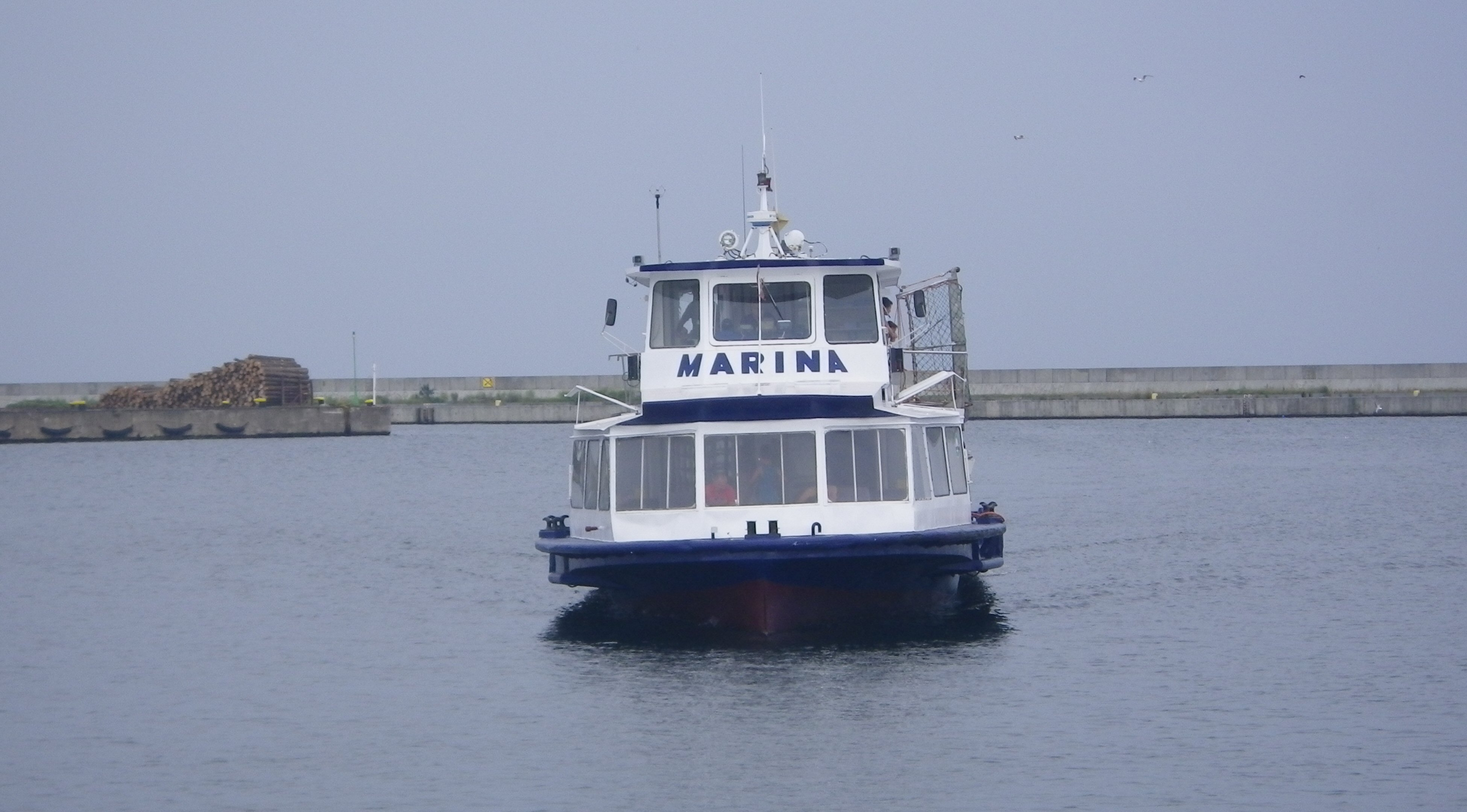
Теплоход «Marina» в порту Гдыни. Гданьский залив Балтийского моря
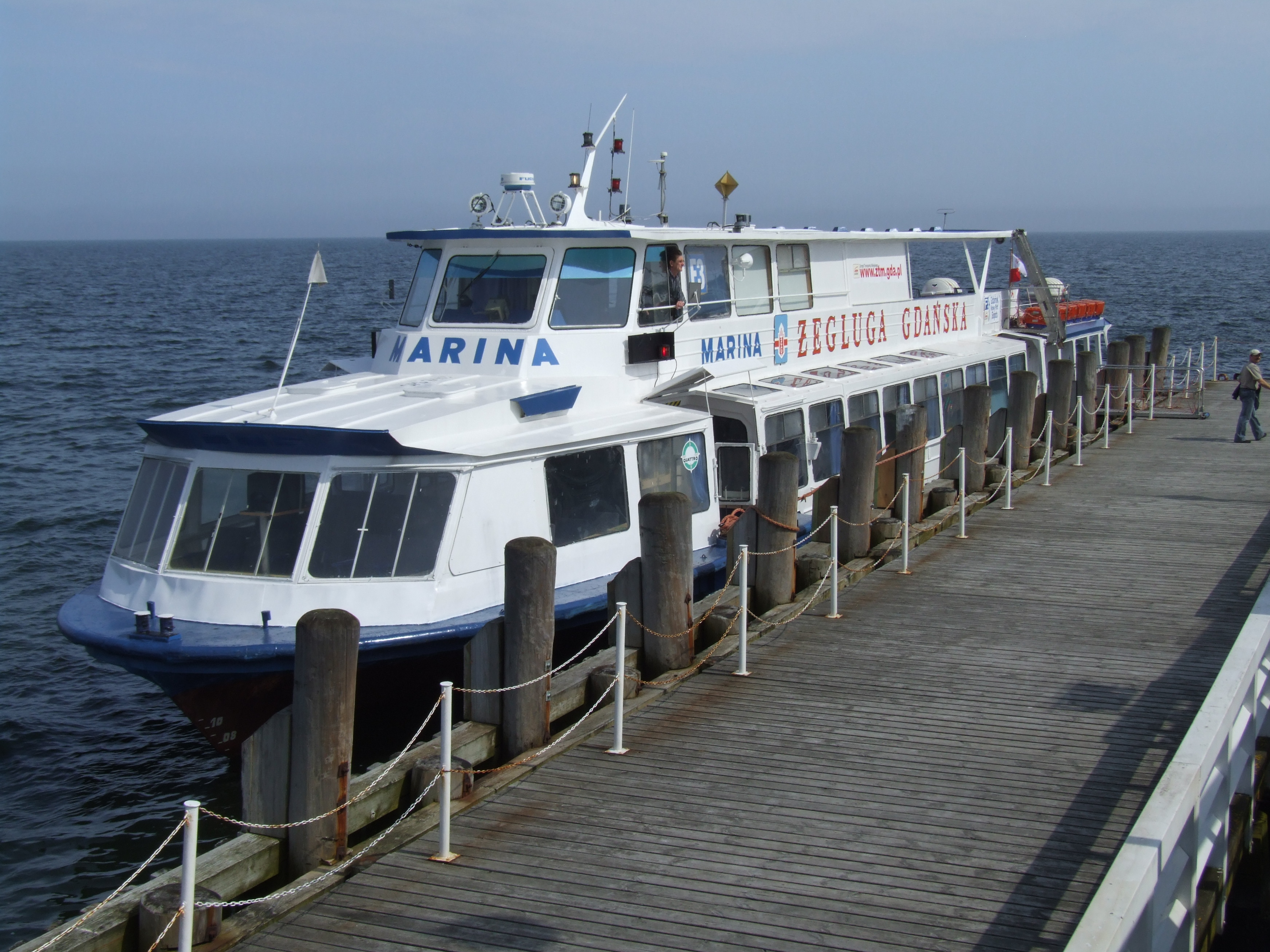
Теплоход «Marina» у причала в Сопоте (Польша). Гданьский залив Балтийского моря
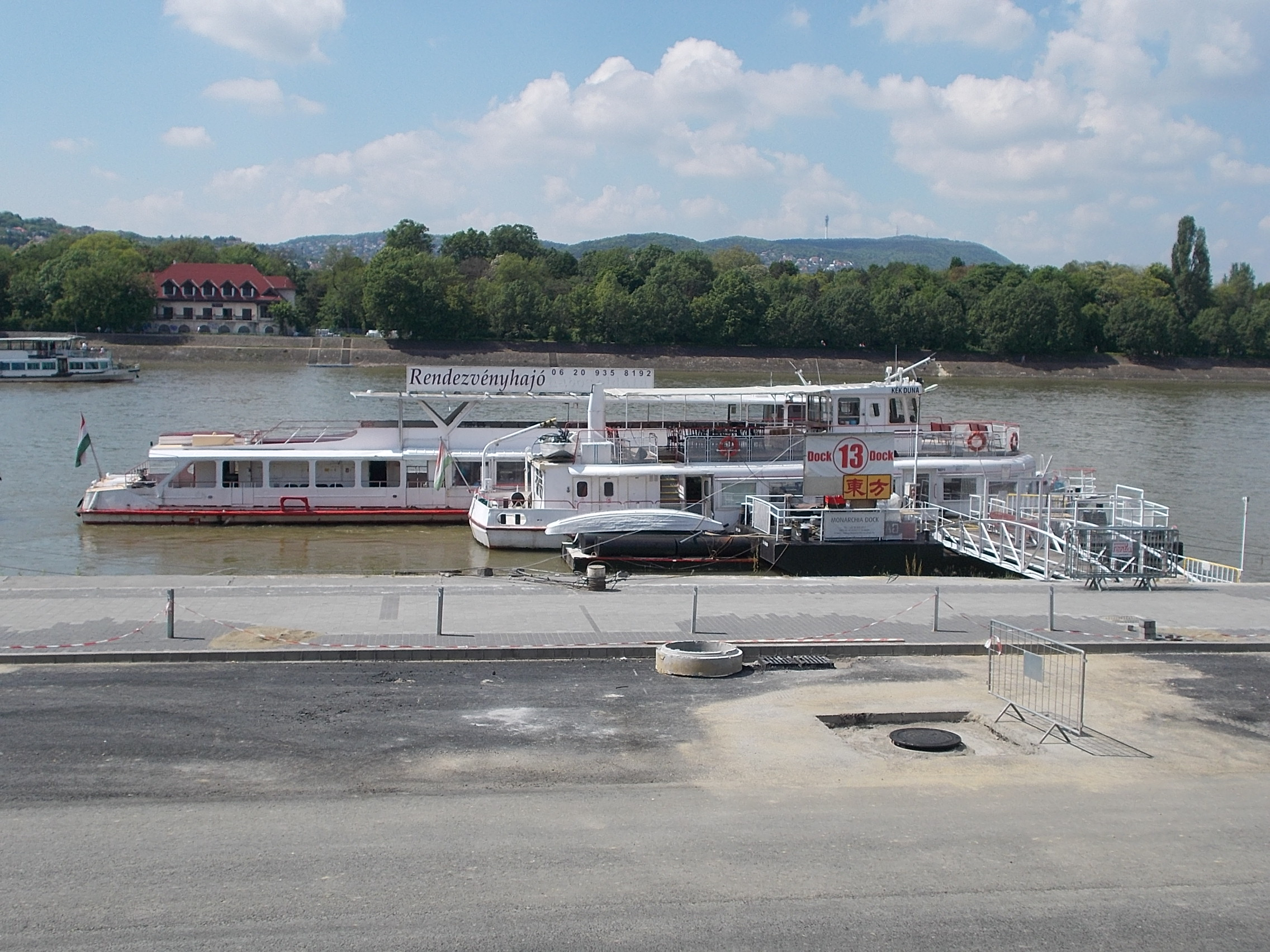
Теплоход «Monarchia» на реке Дунай у причала «Dock 13» в Будапеште(Венгрия)
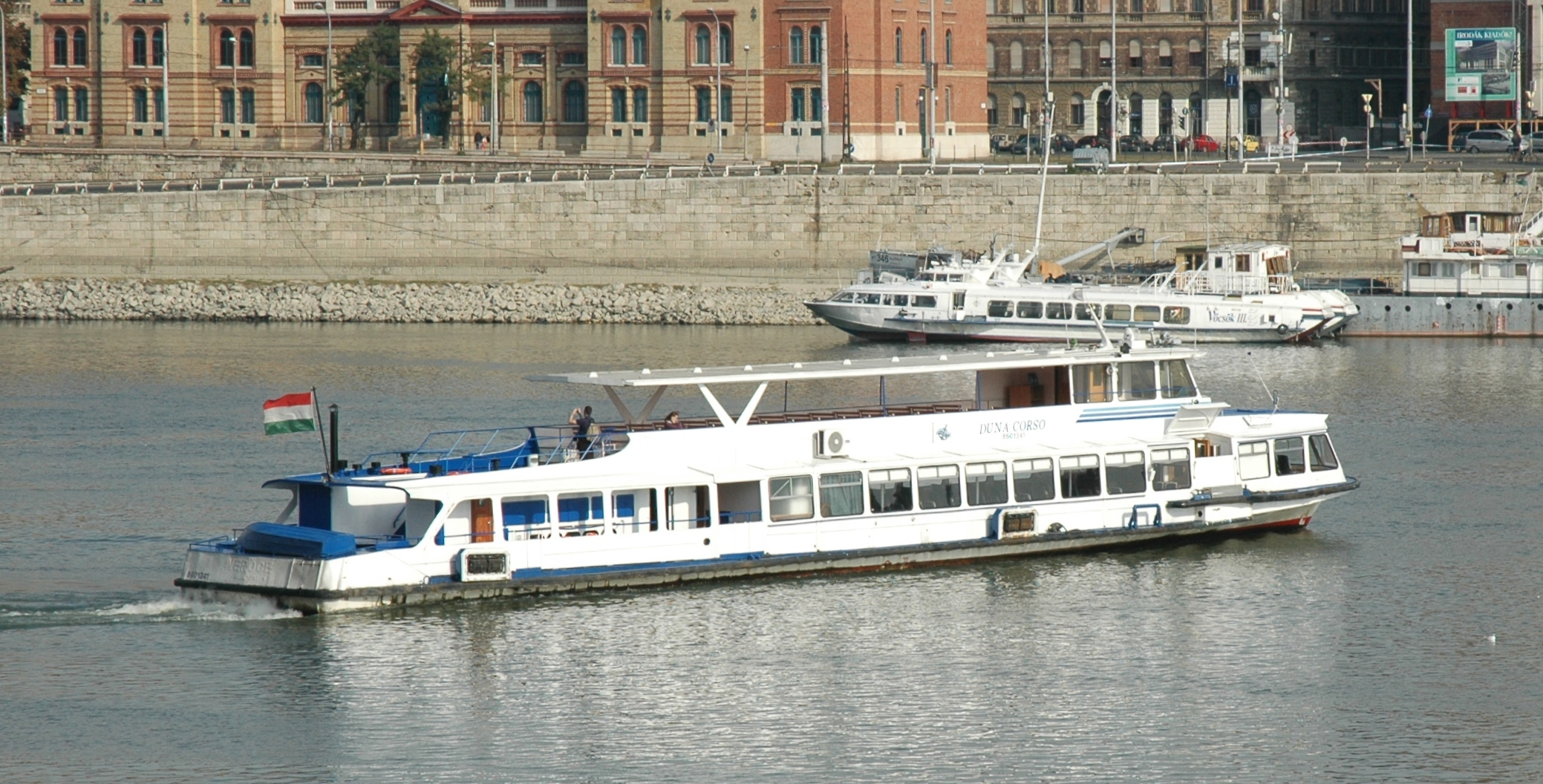
Теплоход «Duna Corso» на реке Дунай в Будапеште(Венгрия)
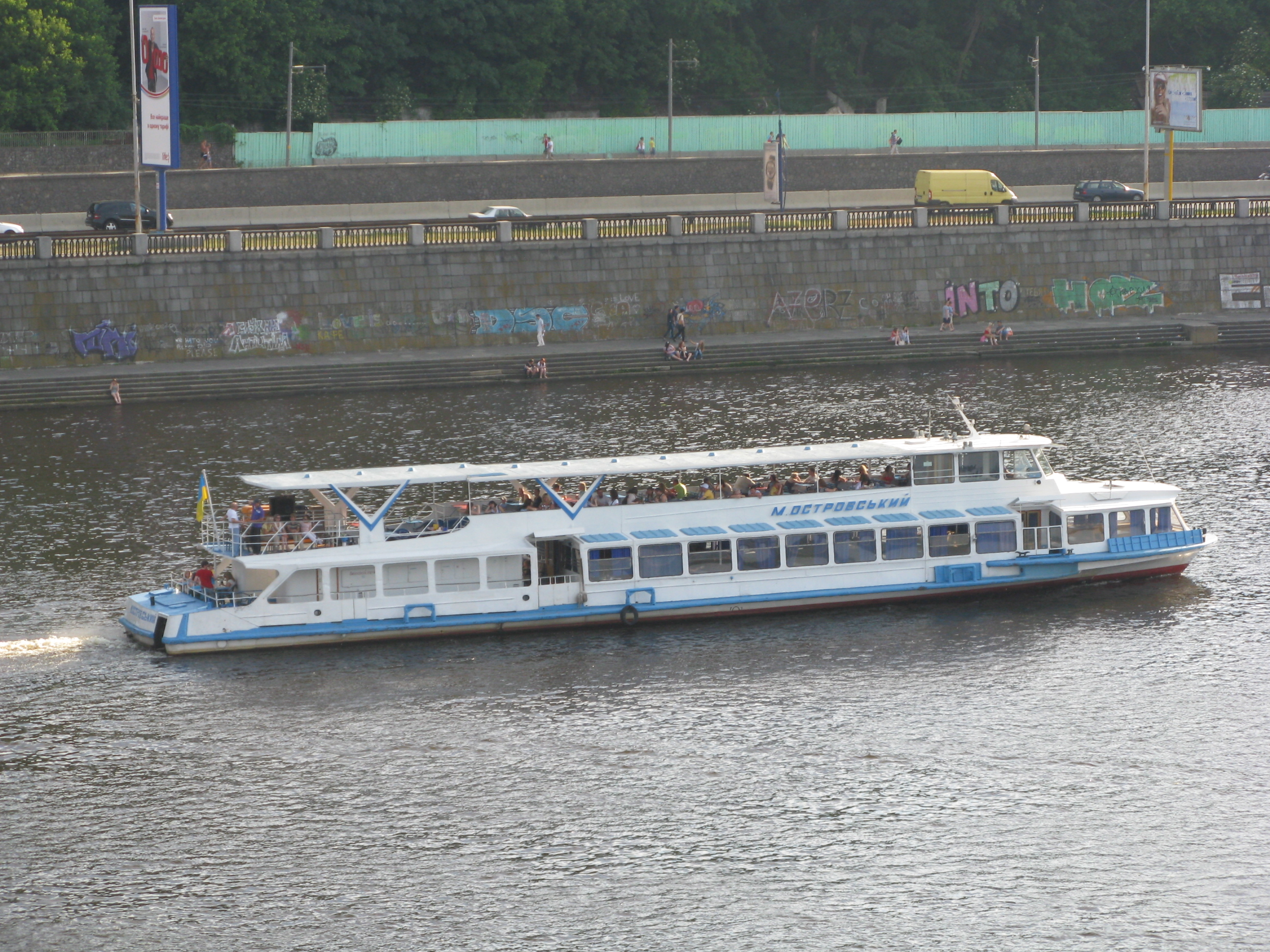
Теплоход «Н. Островский» на реке Днепр близ Киева
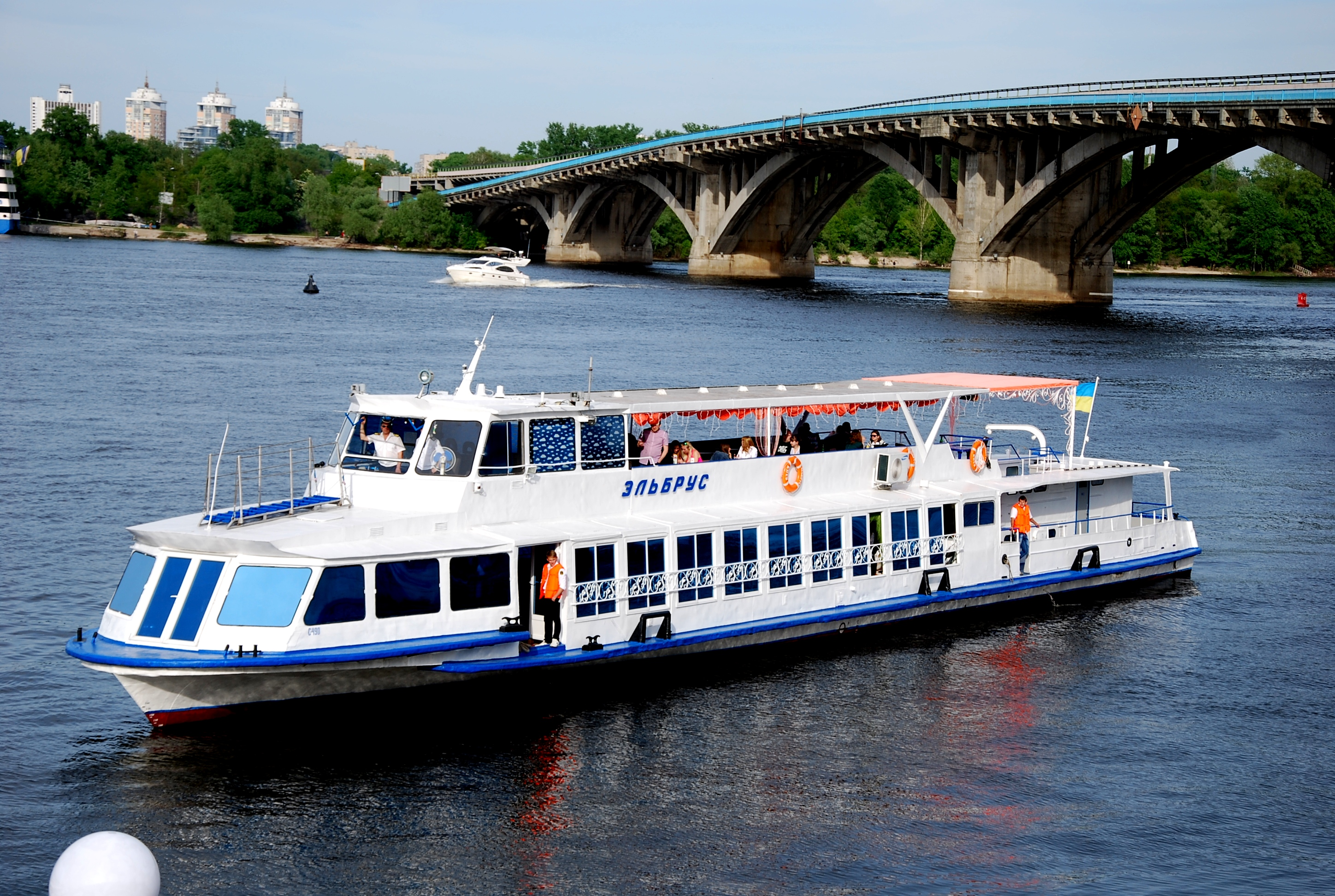
Теплоход «Эльбрус» на реке Днепр
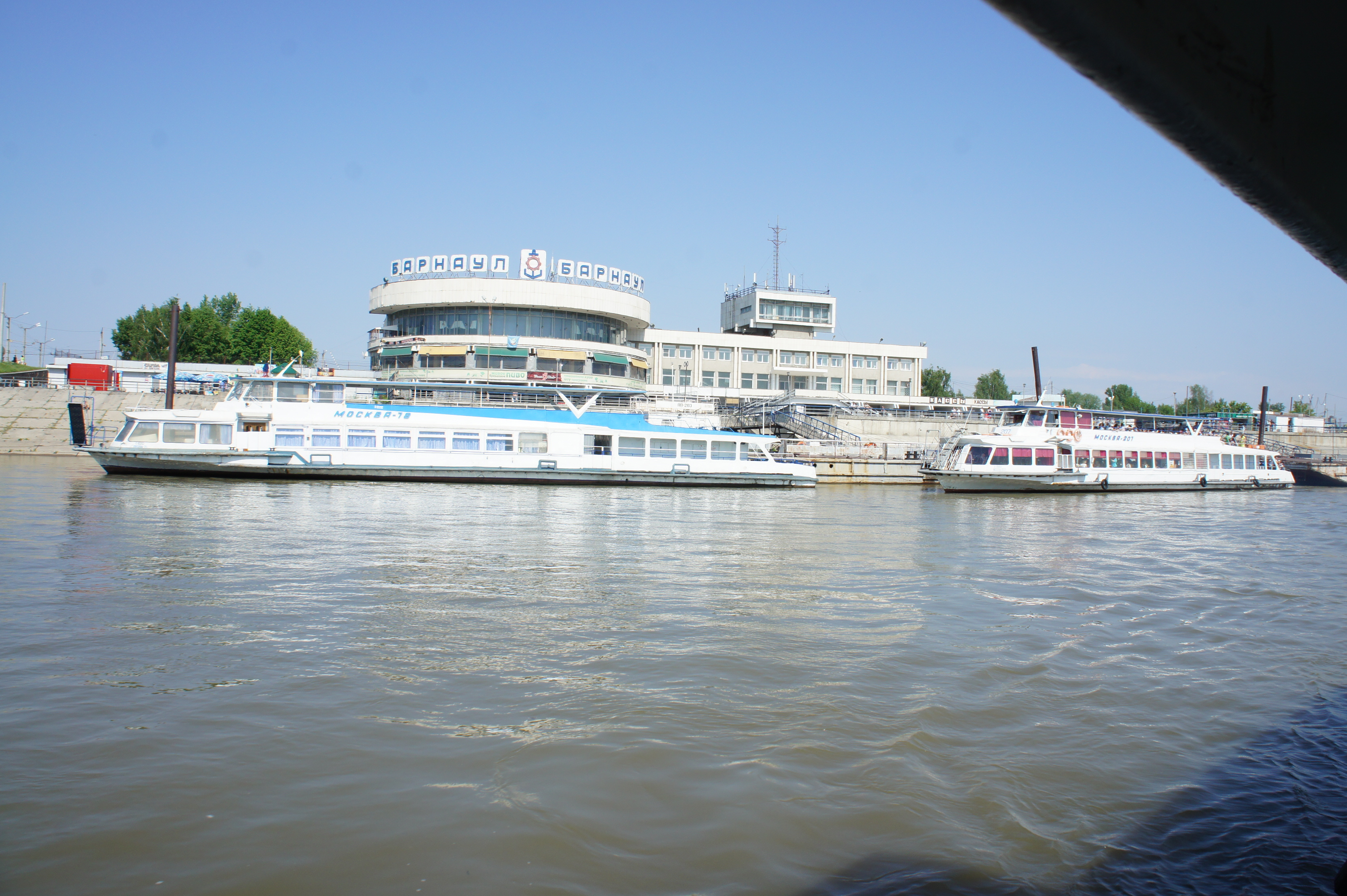
Теплоходы «Москва-78» и «Москва-207» у причала Барнаульского речного вокзала
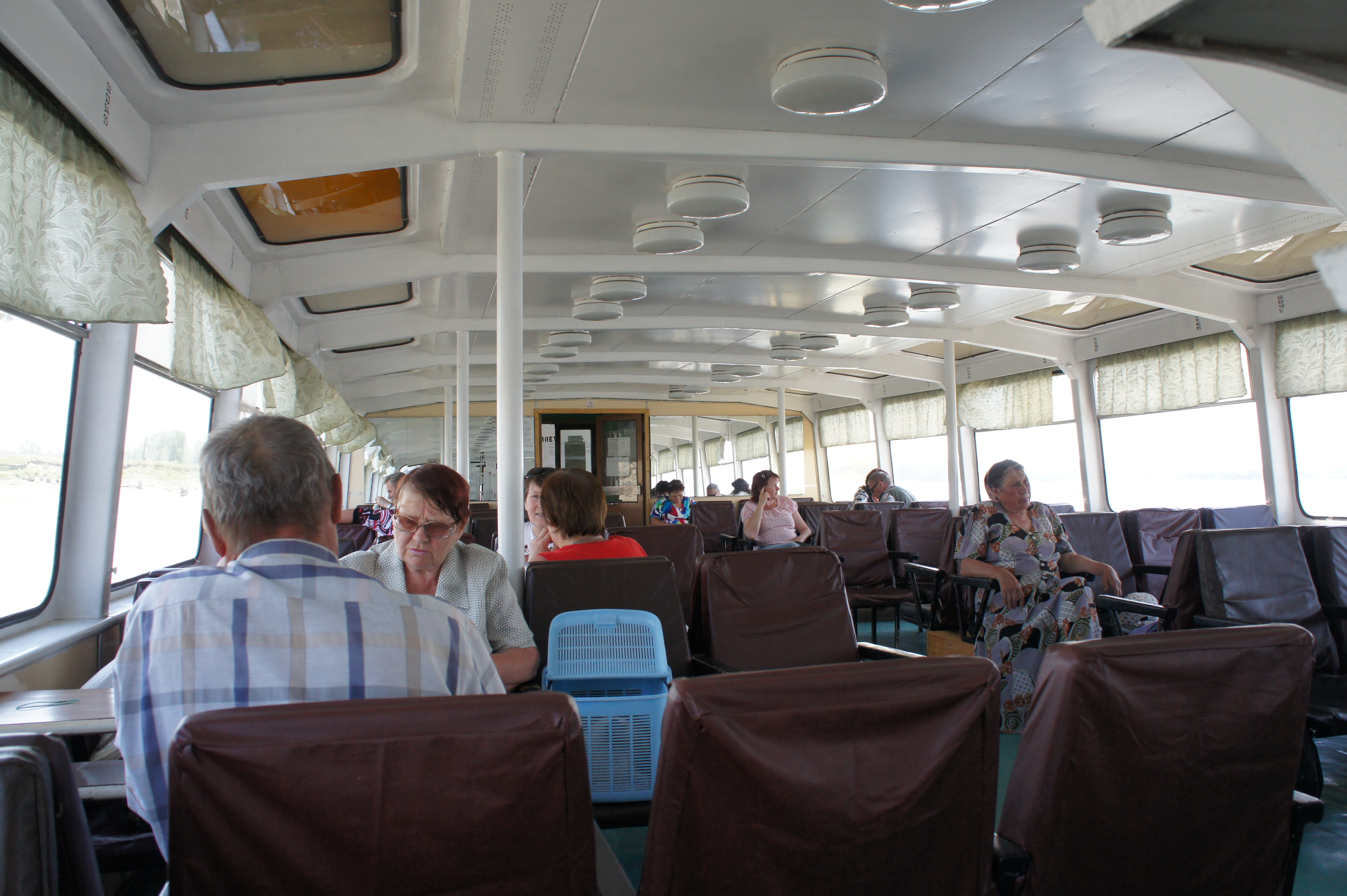
В пассажирском салоне теплохода «Москва-127»
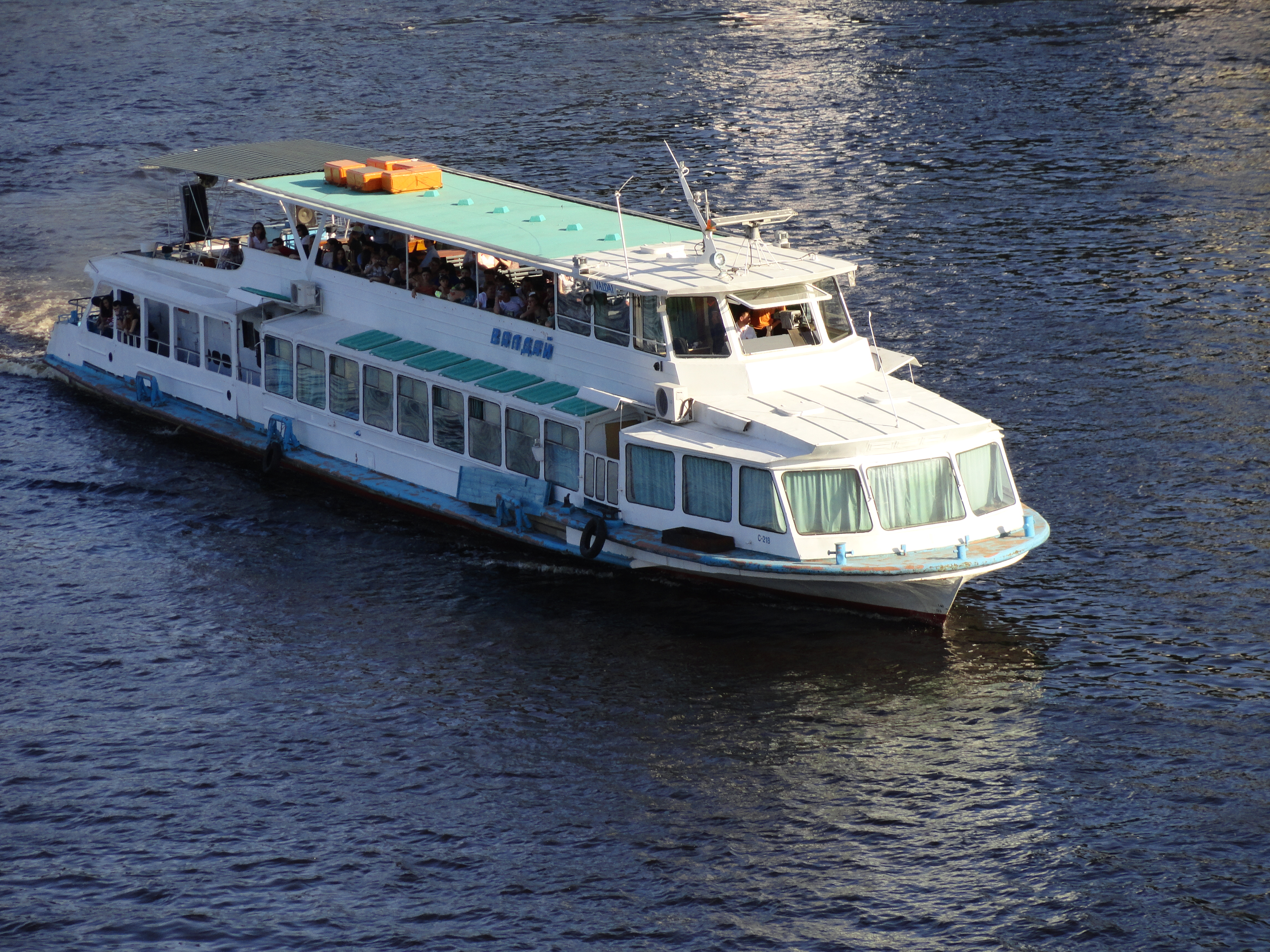
Теплоход «Валдай» на реке Днепр близ Киева
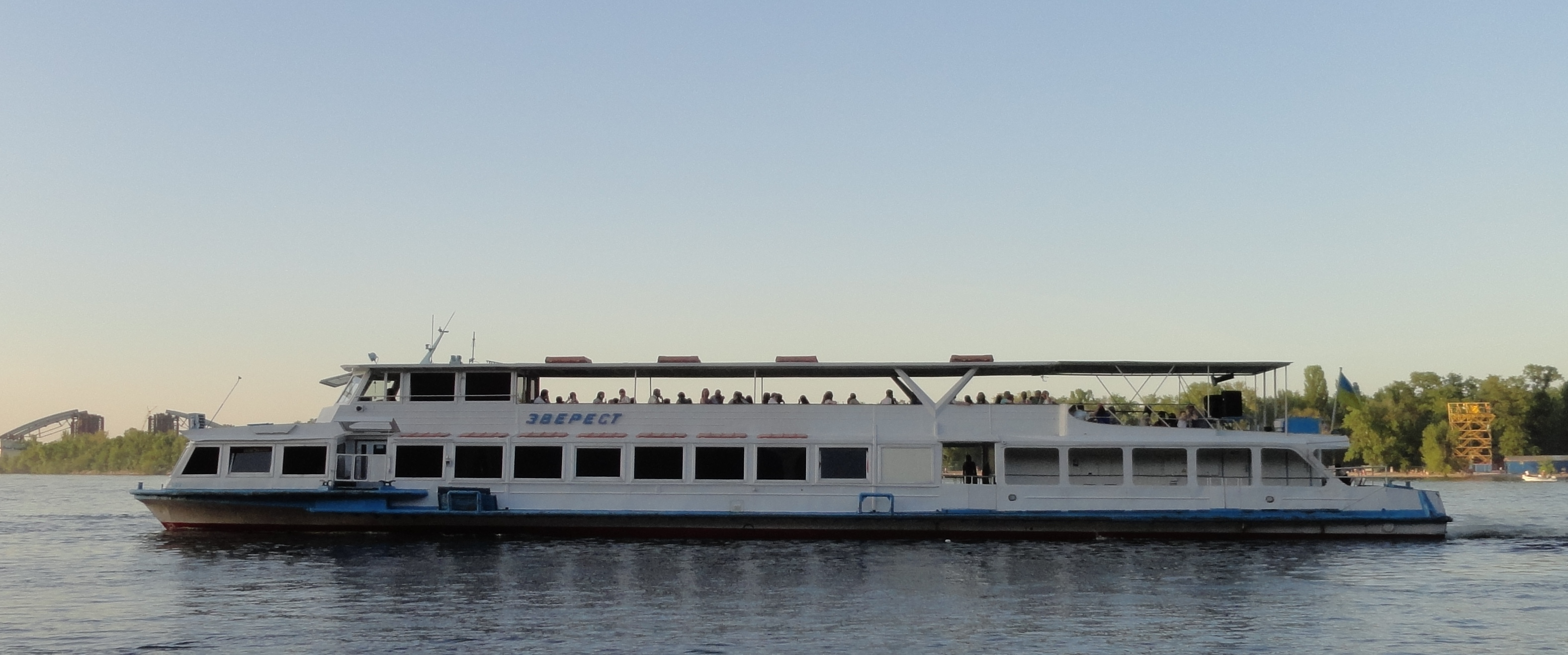
Теплоход «Эверест» на реке Днепр близ Киева
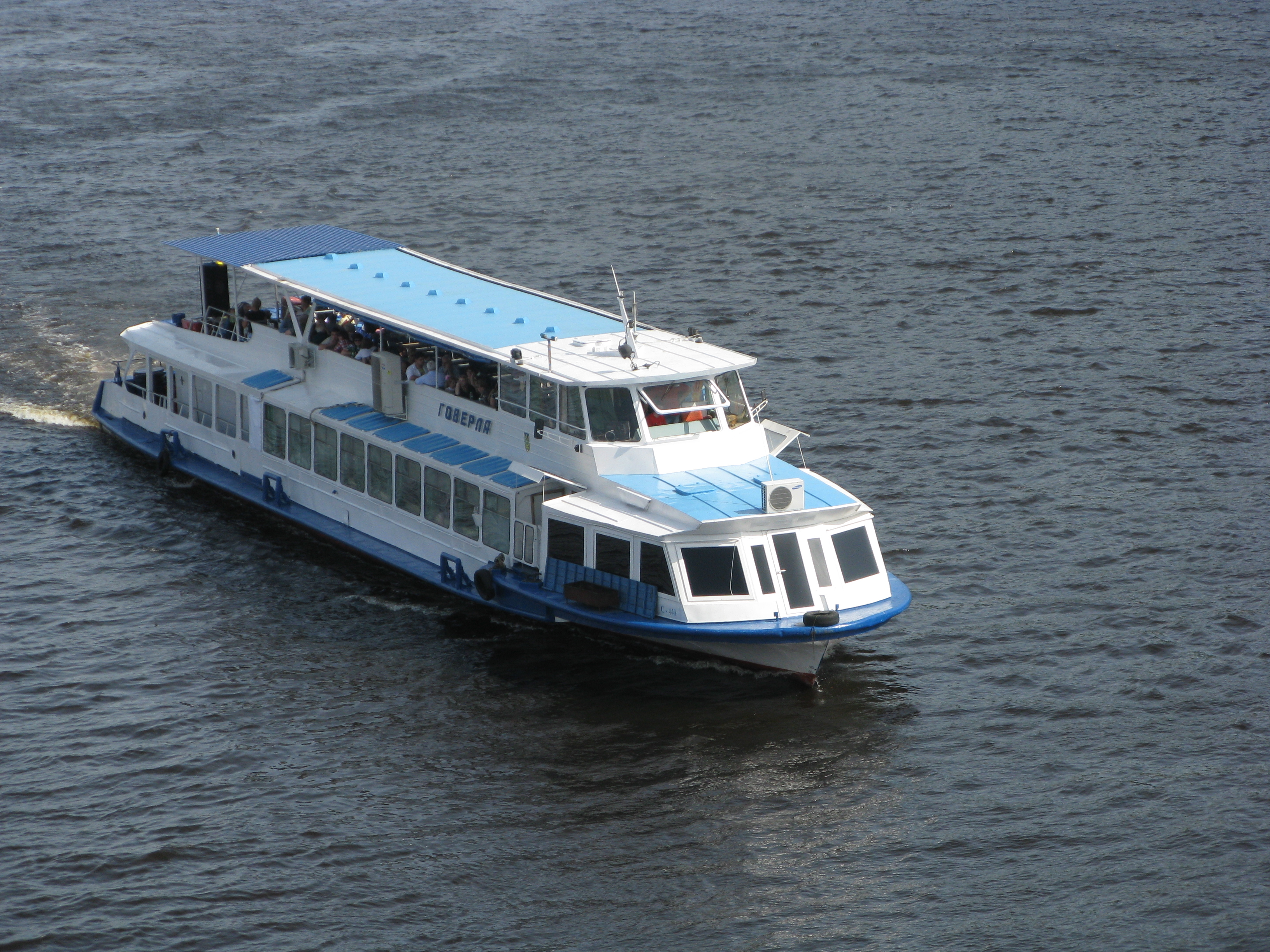
Теплоход «Говерла» на реке Днепр близ Киева
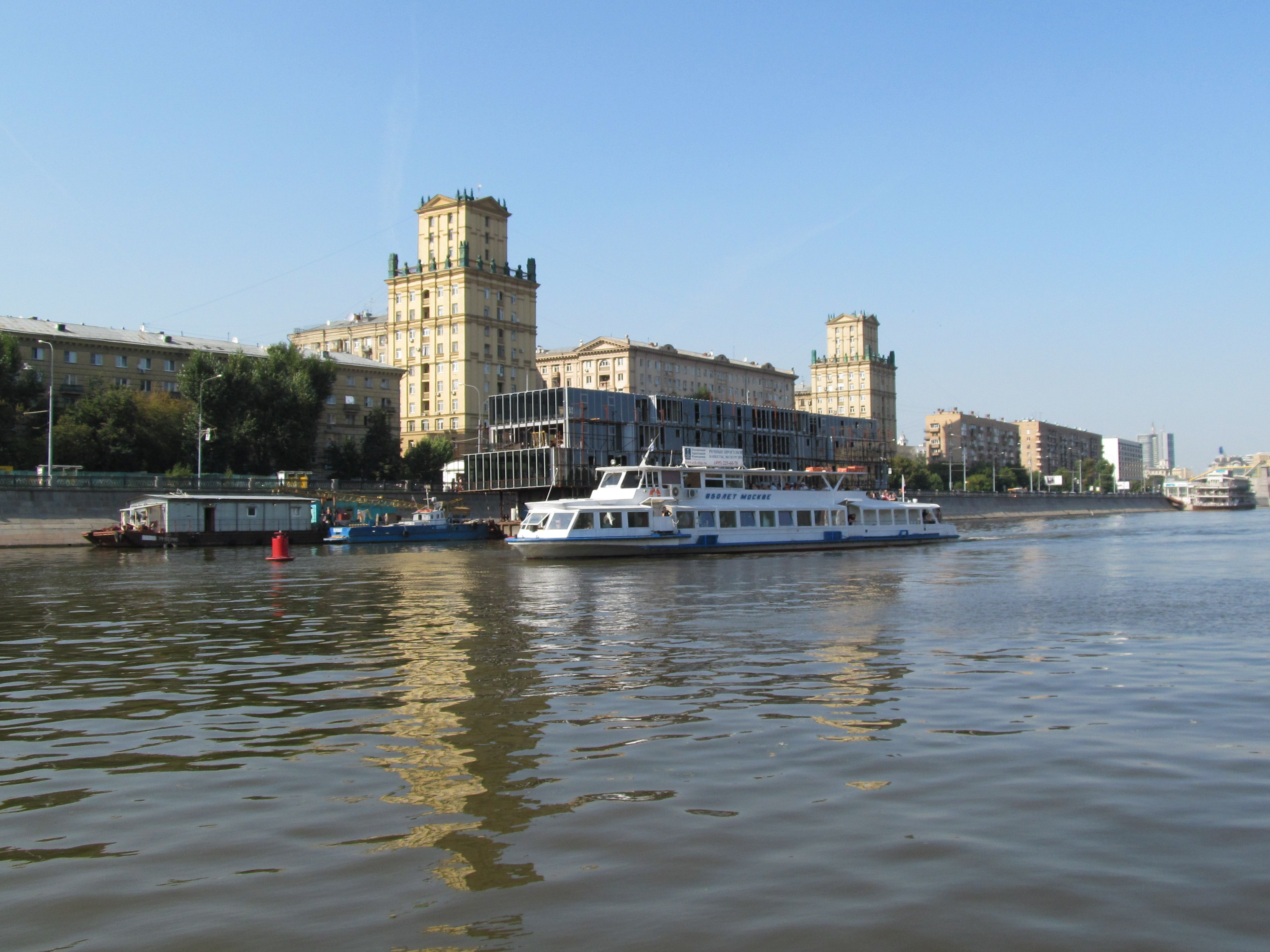
Теплоход «850 лет Москве» на Москве-реке в районе Бережковской набережной
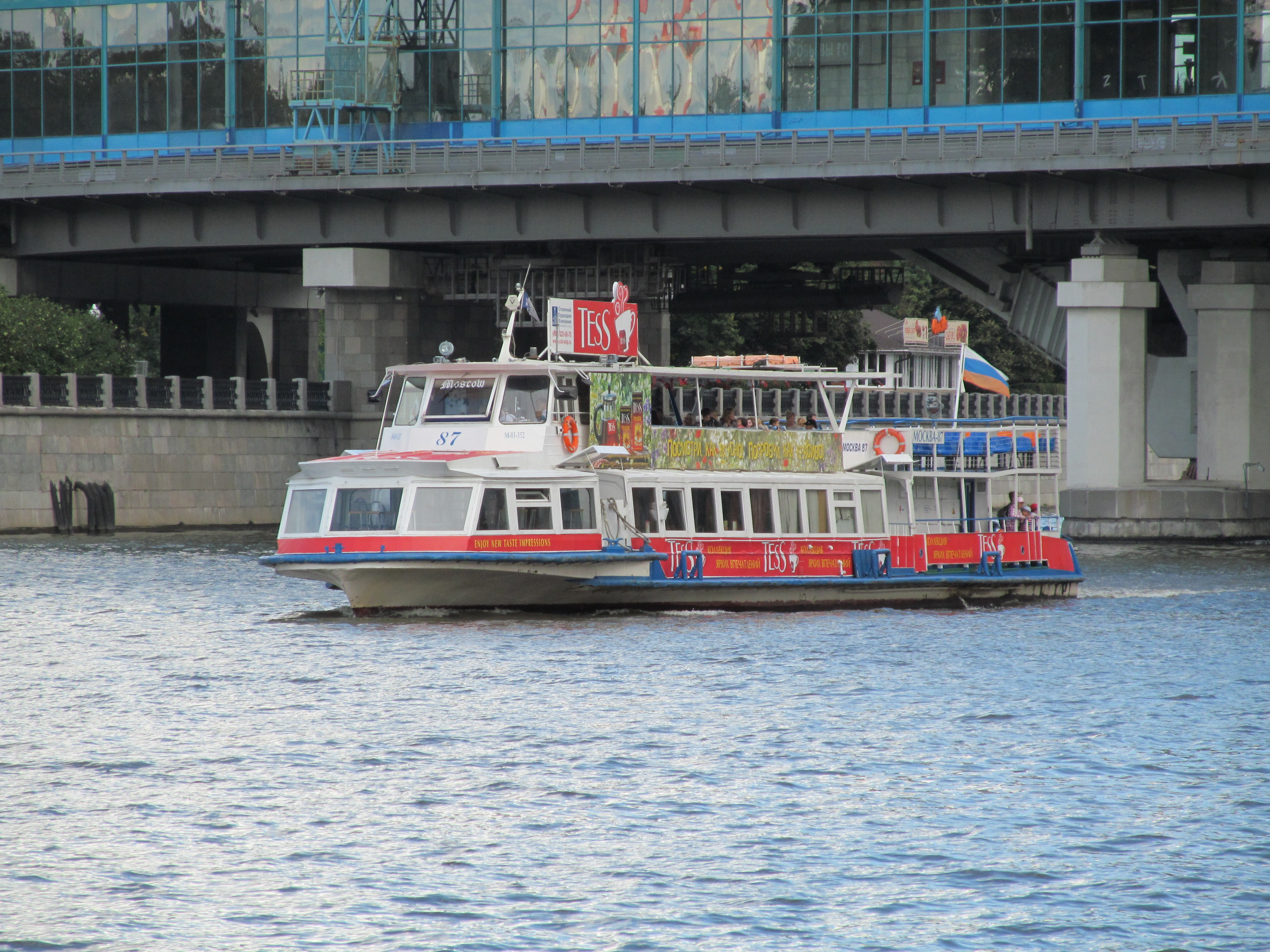
Теплоход «Москва-87» на Москве-реке вблизи Лужнецкого метромоста
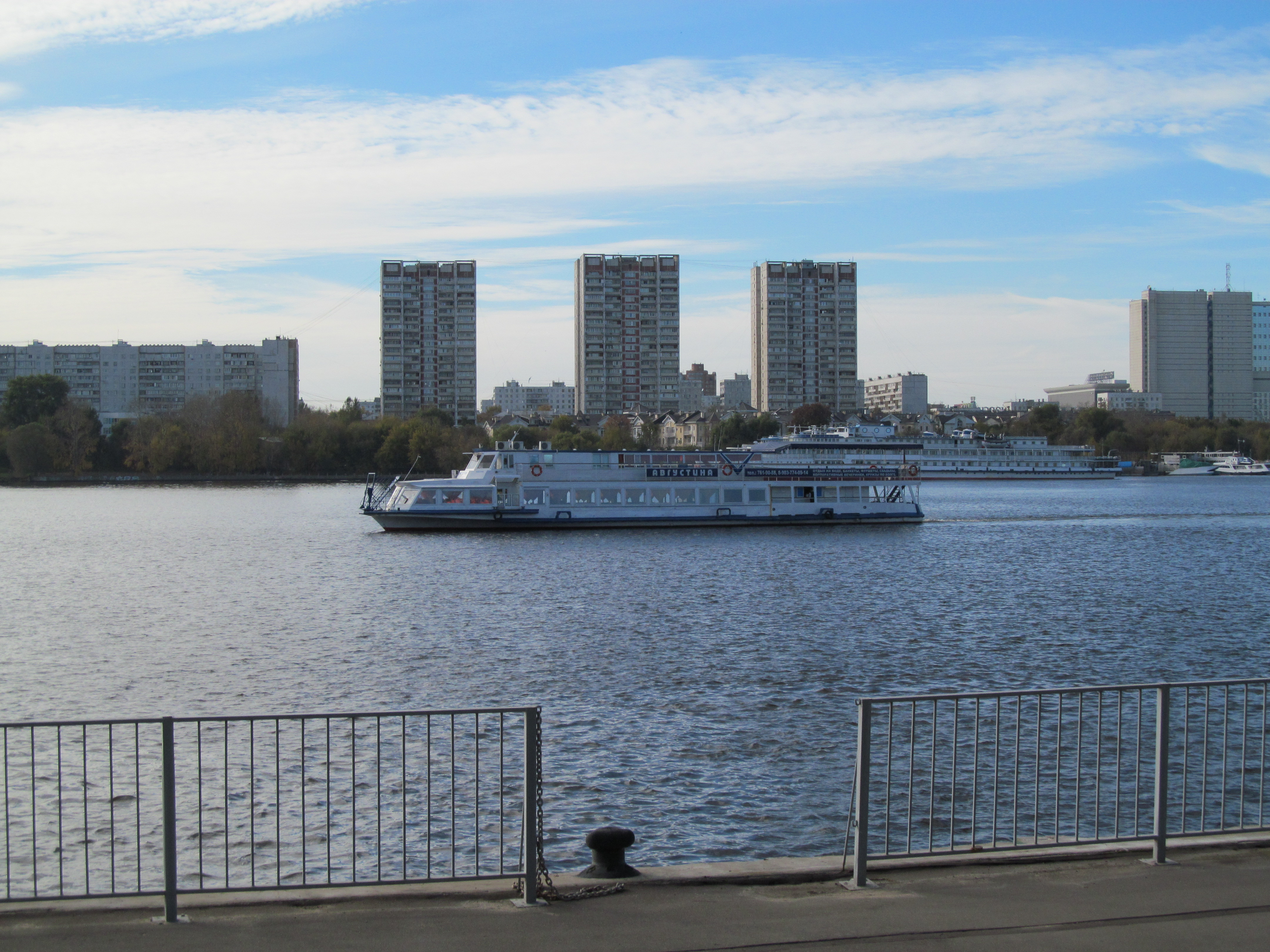
Теплоход «Августина» на Химкинском водохранилище
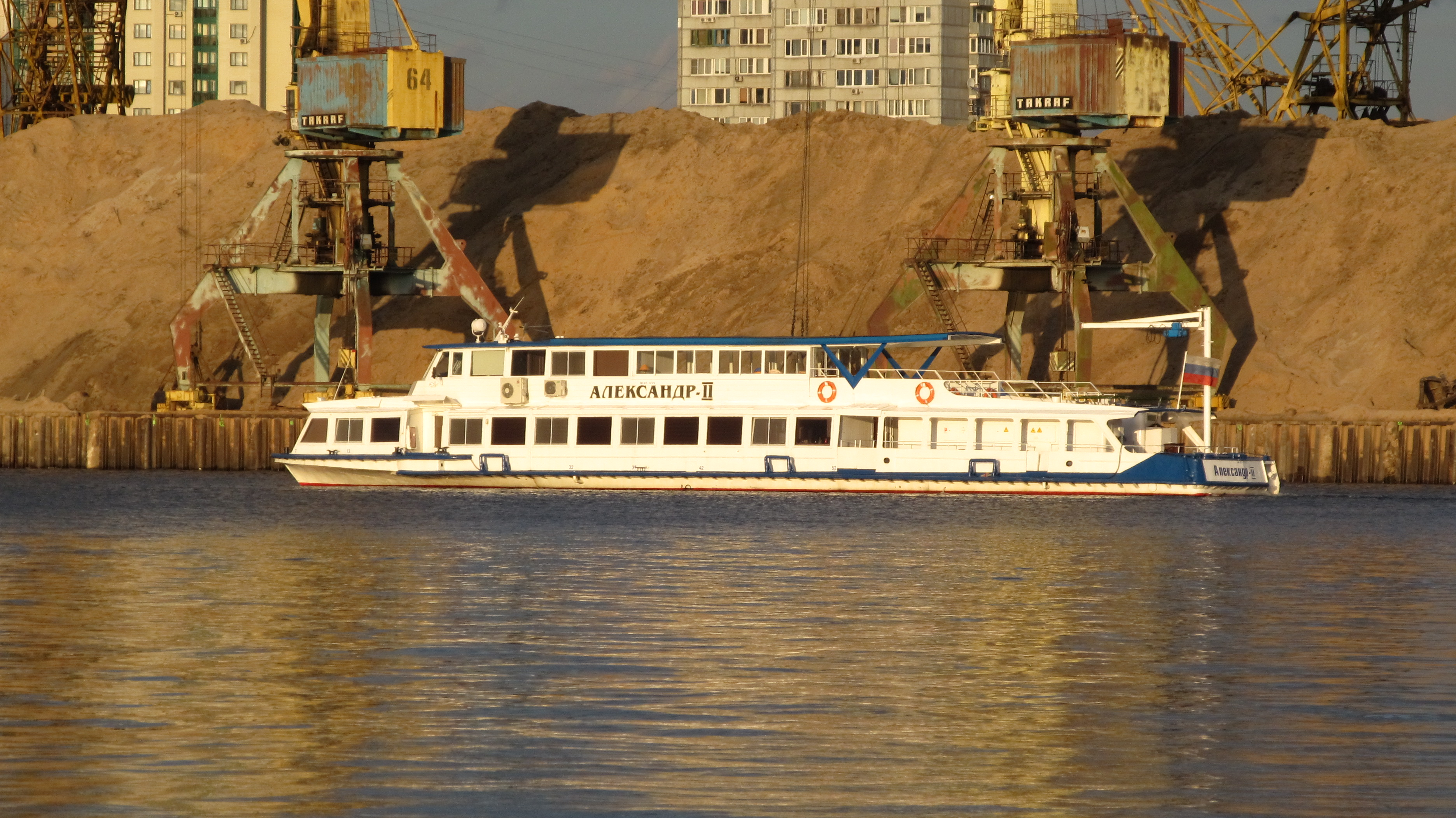
Теплоход «Александр II» на Химкинском водохранилище вблизи Северного грузового речного порта
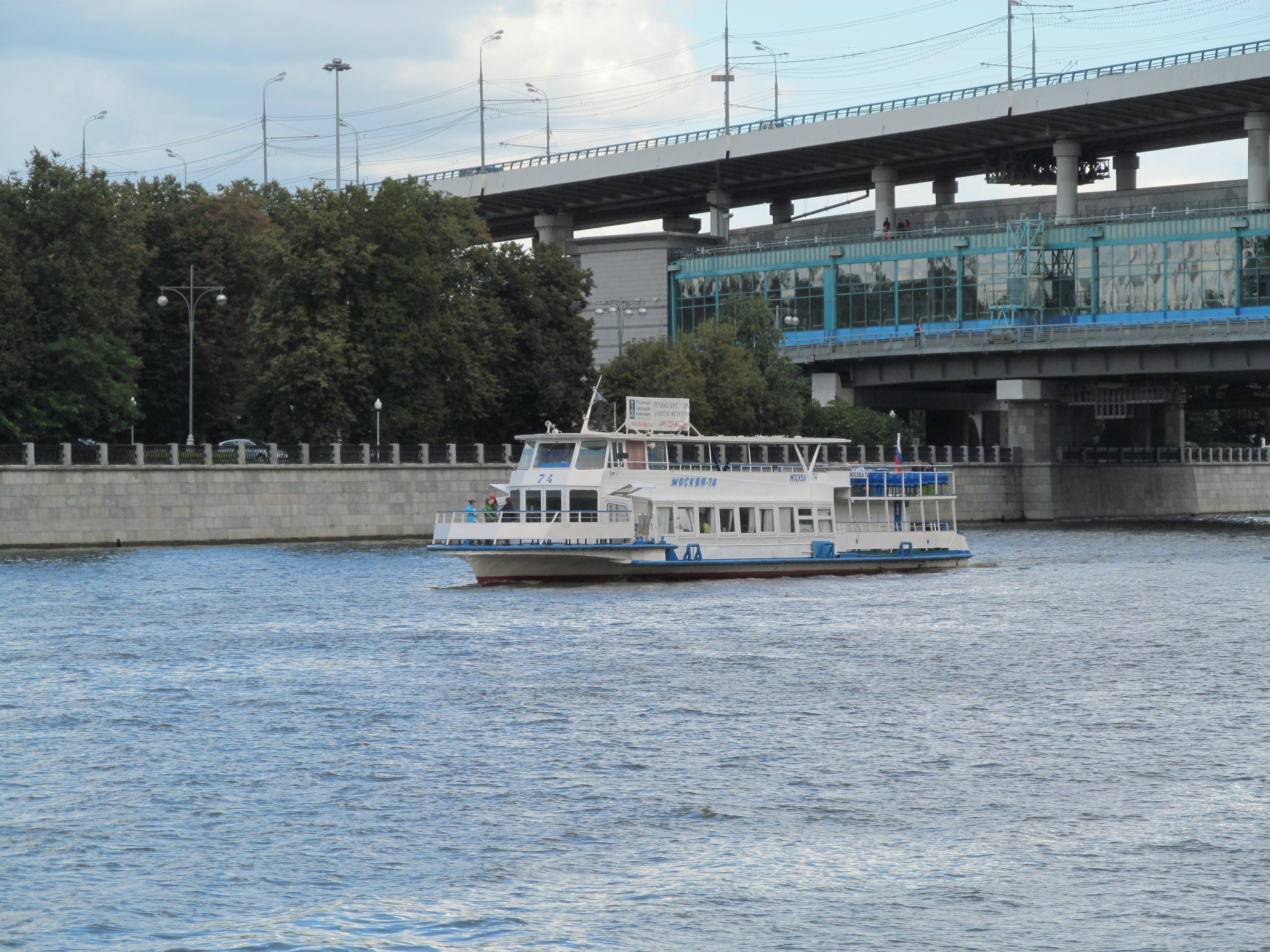
Теплоход «Москва-74» в Москве на Москве-реке вблизи Лужнецкого метромоста
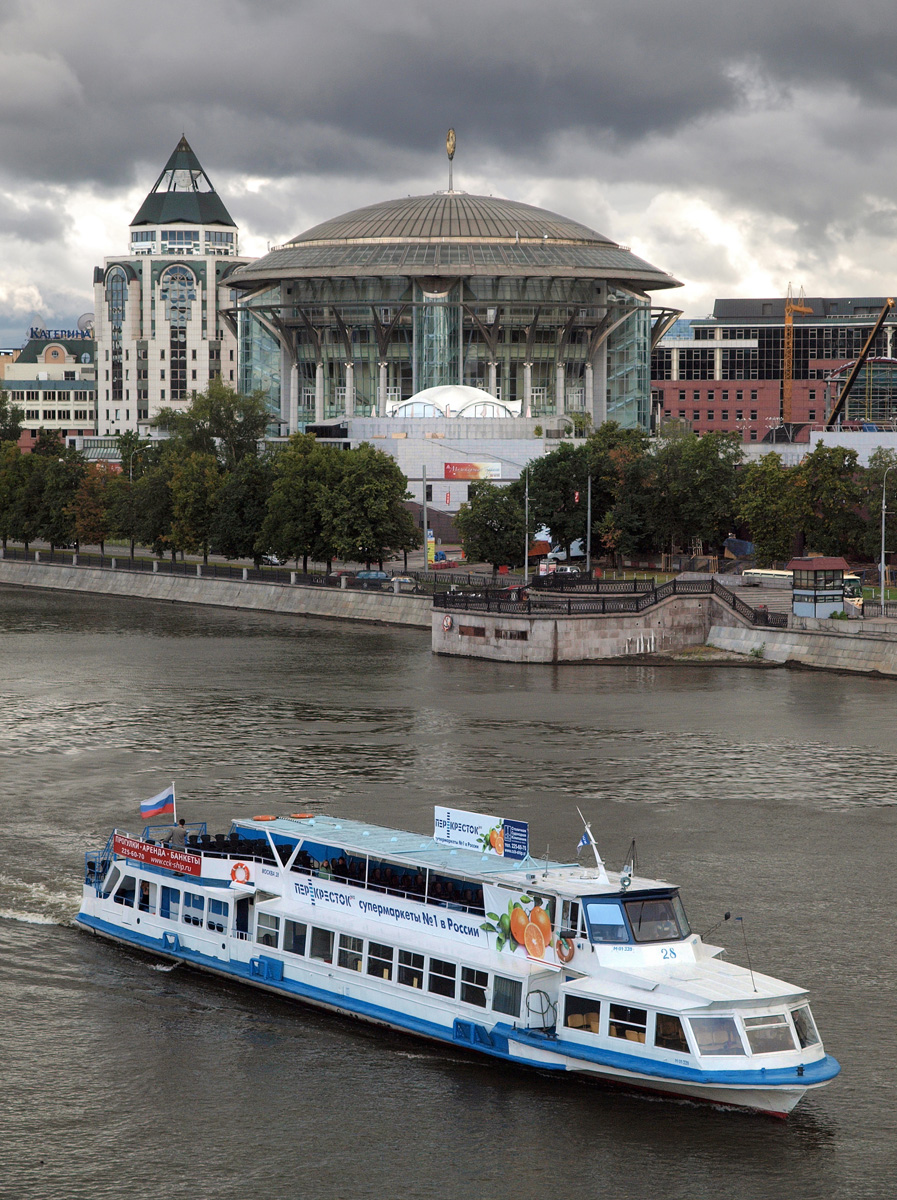
Теплоход «Москва-28» на Москве-реке в районе Космодамианской набережной
Теплоход «Москва-76» в Ростове-на-Дону
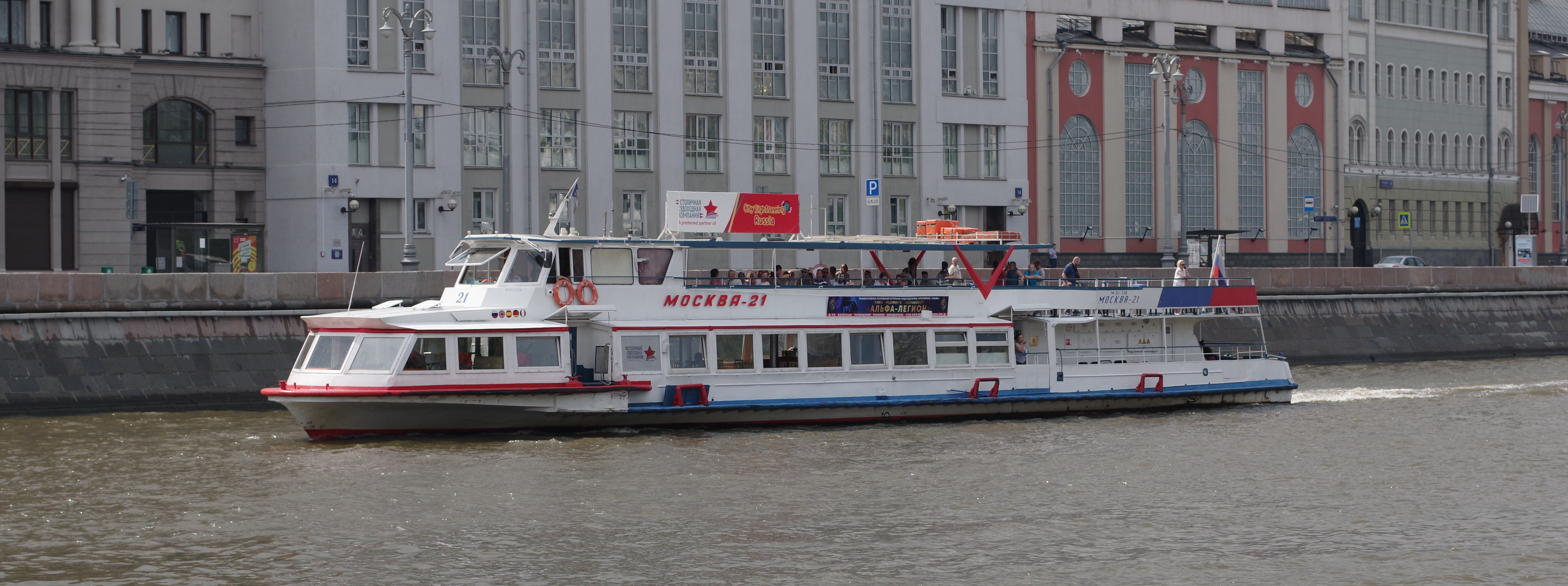
Теплоход "Москва-21" на Москве реке неподалёку от ГЭС-1 им. П. Г. Смидовича
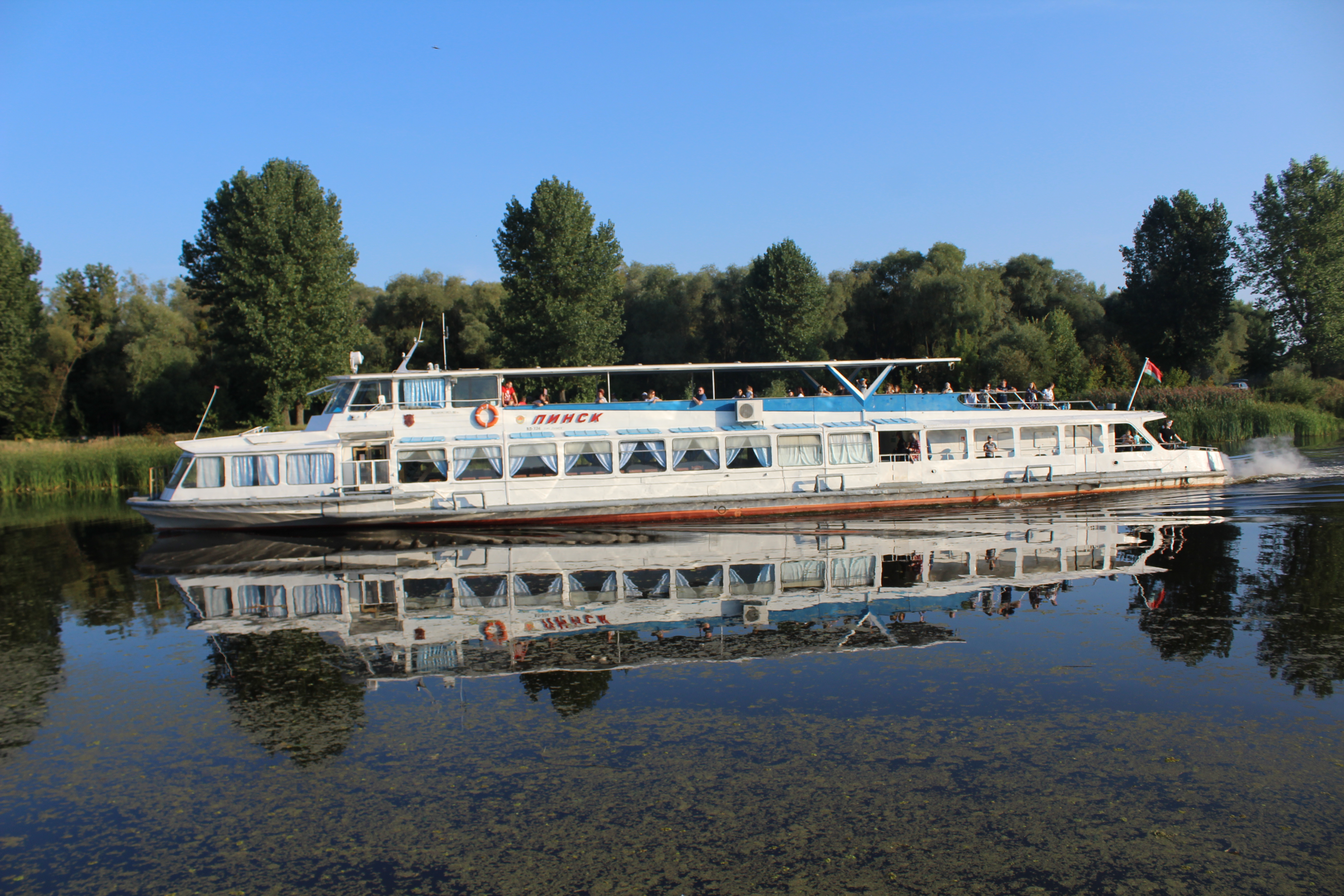
Теплоход "Пинск" (проекта Р-51Э) на реке Пина (Белоруссия)
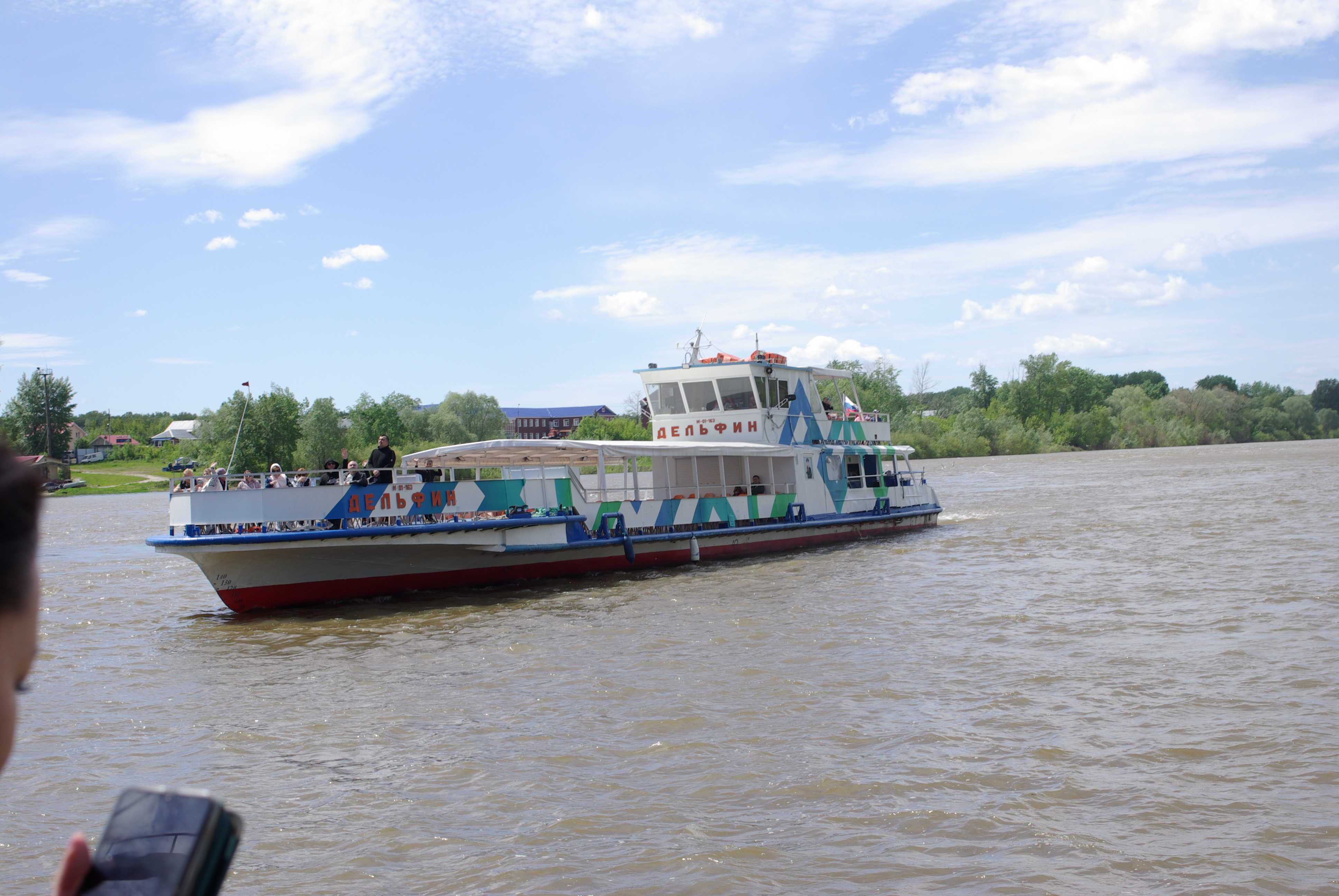
Теплоход "Дельфин" (Москва-58), у которого в 1999 сожгли алюминиевый корпус